# Марія фон Гомберг цу Фах
Марія Катаріна фон Гомберг цу Фах, уроджена Брехт (нім. Marie Catharine von Hombergk zu Vach (Bercht); 22 березня 1828, Франкфурт-на-Майні — 27 вересня 1901, Дармштадт) — німецька письменниця-феміністка.

## Біографія
Марія була єдиною вціллою дитиною журналіста Августа Берхта з Мюленфліса і його дружини, педагога Кароліни Крістіани, уродженої Гергенган (1790–1857) з Узінгена. Її мати керувала приватною школою для дівчат «Білий олень» у Франкфурті-на-Майні з 1824 по 1844 рік. Генерал-лейтенант Нассау Карл Фрідріх Гергенган (1793–1868) і ліберальний політик Август Гергенган були братами її матері.
Марія Катаріна Берхт вийшла заміж за великогерцогського гессенського суддю Адольфа Георга Фрідріха Крістіана фон Гомберг цу Фах (29 червня 1821, Дармштадті – 22 жовтня 1864, Гіссен), сина директора суду Кобленца Фрідріха Крістіана Густава фон Гомберг цу Фах і Йоганнети Софії, уродженої Лер (1801–1824). Міністр внутрішніх справ Гессену Фрідріх фон Гомберг цу Фах був племінником її чоловіка.
Разом з Луїзою Бюхнер Марія фон Гомберг цу Фах була активною учасницею Асоціації жіночої освіти та зайнятості Аліси в Дармштадті. Іноді вона виконувала обов'язки голови асоціації. Вона також брала активну участь у правлінні Асоціації догляду за жінками-сиротами Аліси. В 1876 році Луїза Бюхнер, Марія фон Гомберг і Мінна Шліцер (1828–1899) взяли участь у загальних зборах Асоціації німецьких жіночих асоціацій освіти та працевлаштування в Гамбурзі як делегати від Дармштадта. Марія фон Гомбергк також брала участь  у зборах Загальної німецької жіночої асоціації у Вісбадені в 1878 році та в Гайдельберзі у жовтні 1879 року, змінивши покійну Луїзу Бюхнер. Також Марія фон Гомберг активно писала новели.

## Нагороди
Марія фон Гомберг отримала кілька нагород за підтримку Асоціації Аліси в навчанні медсестер у лікарнях під час Французько-прусської війни, а також за її відданий захист жіночої освіти та працевлаштування жінок.
- Військовий санітарний хрест (1871)[13]
- Хрест «За заслуги» для жінок та дівчат (1872)[14]
- Медаль Аліси (1884)[15]
- Орден Людвіга (Гессен), лицарський хрест 1-го класу (1896)[16]